# 372
372 је била преступна година.

## Догађаји
- Цар Валентинијан I је ангажован у борбама против Алемана, Гота и Сармата, док се његови подређени носе са римским узурпатором Фирмусом у Африци и Пиктима у Британији.
- Хуни нападају Тервинге на Дњестру, надвладавајући их лаком коњицом (коњским стрелцима) и разарајући насеља Гота. Краљ Атанарих је поражен и тражи уточиште на Карпатима.
- Атанарих почиње да гради нове одбрамбене објекте како би заштитио свој народ од Алана и Хуна.
- Шеснаест краљевстава: Ђин Фејди је свргнут са престола као цар Источне династије Ђин. Замењује га његов праујак Сима Ју, који је постављен као Ђин Ђанвенди.
- Успостављене су прве дипломатске везе између корејског краљевства Пекче и кинеског двора династије Ђин.
- Национална академија кинеског учења, названа Таехак, основана је у краљевству Когурјео (Кореја).
- Василије Велики оснива Базилеју, вероватно прву болницу, близу Цезареје Мазаке на земљишту које му је доделио цар Валенс.
- Григорије Ниски постаје епископ Нисе.
- Будизам је усвојен као званична религија Горгурјеа.
- Свети Августин усваја манихејство.
- Валентинијан I забрањује манихејске саборе.